# Хематоколпос
Хематоколпос (haematocolpos, од лат. hemato - крв и старогрчког ϰόλπος - родница или вагина) је медицинско стање у којем родница задржава менструалну крв из менархе, због неотвореног девичњака (химена) или атрезије девичњака или роднице. Анатомски девичњак има простор за пролаз менструалне крви, изузев код око 1 од 1.000 девојчица које се не рађају са овим простором. Такође може бити узроковано малформацијом роднице (атрезија), траумом крварења повезаном са опструкцијом роднице или опструкцијом ожиљног ткива (фиброза). 
Стање је слично хематометри ( метра је грчки за материцу), када материца задржава менструалну крв јер је грлић материце опструиран.
Лечи се хируршком корекцијом, која се састоји у овалном или троугластом исецању централног дела девичњака (химена), потпуном хистеректомијом и уклањањем септума роднице (са приступом кроз перинеум).

## Епидемиологија
Учесталост случајева накупљања менструалне крви у родници се не води, али се на осн ову инциденције аномалија генитоуринарног система жена које чине нешто више од 5% популације може оквирно проценити њена учесталост. 
Урођени дефекти у виду атрезије химена су ретки: један случај на 2 хиљаде девојчица (према другим подацима, један случај на 1.000-10.000 жена), док је овај дефект најчешћи узрок вагиналне опструкције урођеног порекла. Док се трансвагинални (попречни вагинални) септум, према једним изворима јавља само код једне жене од 70 хиљада; у другим изворима, учесталост ове аномалије се процењује на један случај на 2-2,5 хиљада жена.

## Етиологија
Главни узроци хематоколпоса су:
- урођене аномалије роднице: атрезија химена и попречни септум вагине - мембрана везивног ткива.[10]
- урођено сужењем лумена вагине  (стриктура)
- стечено или инфекцијом изазвано сужење вагине (атрезија),
- стриктура или вагинална стеноза повезана је са епизиотомијом (рез перинеума и зида вагине током порођаја), операцијом пролапса карличних органа код жена и дугорочним ефектима терапије зрачењем рака материце, грлића материце, вагине или колоректални канцер.

Етиолошки фактор оваквих поремећаја може бити било које тератогено дејство на фетус у првом и раном другом тромесечју трудноће, као и гестацијски облик шећерне болести.
Поред тога, аномалије роднице могу бити саставни део одређених синдрома, на пример, Робинов синдрома, Кушинг-Кауфман синдром, ретка урођена аномалија генитоуринарног система - Херлин-Вернер-Вундерлихов синдром.

### Фактори ризика
Ризик од хематоколпоса се повећава са малформацијама вагине и материце, посебно код особа са наведеним урођеним вагиналним аномалијама које настају услед поремећаја интраутериног развоја урогениталних органа фетуса. 
Код женског фетуса развијају се из мезодермалних (примарних) рудимената - званог Муллеров (парамезонефричних) канал. А због њихове непотпуне фузије, недостатка фузије са урогениталним синусом, као и непотпуне инволуције њихових остатака, долази до поремечаја у органогенези.

## Патогенеза
Патогенеза хематоколпоса је зачепљења у родници које онемогућава нормално отицање секрета (крви са ољуштеним делом слузокоже материце - ендометријума), који се уклања из материчне дупље током сваке менструације.
Атрезију химена и хематоколпоса обједињује узрочно-последична веза, пошто интактна мембрана која нема природну перфорацију окружује отвор у вагини и потпуно га затвара и тиме механички спречава одлив менструалне крви и другог секрета и садрђаја материце.

## Клиничка слика
Први знаци накупљања менструалне крви уродници могу јавити тек након  менархе, у присуству урођених аномалија роднице, па се тако хематоколпос јавља код девочица у пубертету након прве менструације. У овом случају, клиничку слику карактерише:
- циклични бол са грчевима у супрапубичном региону;
- бол у леђима (у лумбалној регији) и интензиван бол у карлици са тенезмусом (лажни нагон за дефекацијом);
- повраћање;
- надимање, затвор или пролив (дијареја);
- уринарни проблеми (задржавањемокраће).

Неке жене са стенозом роднице повезаном са аменорејом (одсуством менструације) такође могу имати болну масу у трбуху.
Истовремено, у клиничкој слици доминира хематоколпос и хематометра (хематометроколпос) - накупљање менструалне крви у утериној шупљини: због истоветне атрезије девичњака или  стенозе цервикалног канала.

## Дијагноза
Дијагноза се поставља на основу анамнезе, физикалног прегледа гениталија и инструменталне дијагностике која се врши коришћењем:
- трансабдоминалног  ултразвука карличних органа и материце
- компјутерске томографије
- магнетне резонанце карличних органа.

## Диференцијална дијагноза
Диференцијална дијагноза перинеалне масе код новорођенчета укључује:
- периуретралну цисту - која се од неперфорираног девичњака разликује идентификацијом уретралног канала

- ектопични пролапс уретерокеле - који може пролапбирати из уретре и имати посебан изглед,

- ботриоидни сарком роднице - који обично има мултилобулирани изглед.[14]

Друге аномалије роднице које су резултат развојних поремећаја урогениталног синуса и Милерових канала разликују се од неперфорираног девичњака, код кога се иначе ретко могу јавити. Неуспех дијагностиковања ових аномалија оптерећује пацијента додатним морбидитетом јер су третмани различити. 
Главне абнормалности укључују попречни септум роднице, атрезију роднице и агенезију роднице.
Неуспех канализације на месту контакта између урогениталног синуса и Милеровог канала доводи до попречног септума роднице. Попречне преграде роднице могу се налазити на различитим нивоима унутар ње (горњи, средњи и доњи ниво). Преграде могу бити повезане са малим перфорацијама.
Агенеза роднице је урођено одсуство проксималног дела роднице која може бити повезана са агенезом или хипоплазијом других деривата Милеровог канала, укључујући јајоводе, материцу и грлић материце. Узрок изоловане агенезе роднице је мање добро дефинисан, али када су укључени и Милерове туберкул и канали, резултат је Mayer-Rokitansky-Kuster-Hauser синдром, код кога жене могу или не морају имати химен.
Атрезија роднице је резултат аберације урогениталног синуса, и могуће реканализације, тако да постоји септум или стеноза. Док жене са агенезом роднице можда неће моћи да затрудне због хипоплазије или одсуства јајовода и материце, трудноћа је могућа код жене са атрезијом роднице након хируршке корекције. Приликом физичког ректалног прегледа може да се дефинише обим гениталног тракта код деце и да ли постоје преграде роднице или аномалије. МРИ је златни стандард за процену стања карлице и искључивање других Милерових аномалија.
Неперфорирани девичњак се може појавити као део неких синдрома, као што је McKusick-Kaufman-ов синдром, који карактерише полидактилија, урођена срчана болест и хидрометроколпос код жена. Хидрометромолпос може бити узрокован било којом опструктивном аномалијом женског гениталног тракта, укључујући неперфорирани девичња или друге аномалије, као што су агенеза или атрезија роднице.

## Терапија
Лечење хематоколпоса је хируршко, а у зависности од узрока може се састојати од резања мембране девичњака (хименотомија), потпуне хистеректомије и уклањања септума роднице (са приступом кроз перинеум).
Дефинитивна хименектомија под анестезијом се мора урадити ради дренаже и ублажавања симптома, а не хименотомија у ординацији. Наиме не саветује привремена декомпресија карличне масе у ординацији кроз рез и дренажу пре дефинитивне хименектомије, јер сваки рез који се уради ван операционе сале ризикује развој јатрогене инфламаторне болести карлице и накнадно поновно затварање химена.
У идеалном случају, операцију треба одложити до пубертета када је вагинално ткиво адекватно естрогенизовано, што подстиче зарастање рана након хируршког реза хименалног ткива. Опције лечења неперфорираног девичњака укључују:
- Хименектомију помоћу укрштених или прстенастих резова

- Хименектомију помоћу електрокаутера

- Постављање 16Фр Фолијевог катетера са инсуфлацијом балона од 10 мл ради очувања хименалног ткива

- Ласерски третман угљен-диоксидом

Гнојна вагинална течност при аспирацији иглом може се наћи пре дренаже, што сугерише да се хидрометроколпос може инфицирати и пре хируршке интервенције.
Традиционална метода хименектомије подразумева прављење укрштеног реза (у облику крста) преко ткива химена са ексцизијом квадраната и приближавање ивица химена предворју апсорбујућим шавовима, док друге методе описане у литератури укључују технике штедње девичњака.

## Прогноза
Успешна дренажа затвореног химена на задовољавајући начин решава симптоме. Ретко, неперфориран химен је био повезан са неонаталном смрћу услед респираторне инсуфицијенције услед абдоминалне дистензије. Чак и са постоперативном инфекцијом након хименектомије, проходност химена остаје задовољавајућа.
Теоријски ризик од диспареуније није добро разјашњен у литератури. Адолесценти који су лечени уметањем Фолеи катетера ради очувања структуре химена нису се жалили на тешку диспареунију при првом коитусу након праћења. У просечном периоду праћења од 8,5 година, жене које су биле подвргнуте хименектомији пријавиле су дисменореју без притужби на сексуалну дисфункцију. Успешно живо рођење пријављено је међу онима које су покушале да затрудне.
У другој студији, 86% жена је затруднело након хименектомије без диспареуније. Дисменореја је вероватно последица карличне ендометриозе услед ретроградне менструације код жена са незупчаним хименом. Дуготрајно праћење 40 пацијената са незупчаним хименом или попречним вагиналним септама показало је да су пацијенти са затвореним хименом имали значајно бољу стопу успешних терминских трудноћа.
Вагинални аденокарцином је реткост и пријављен је код пацијената који су имали вагиналну аденозу и рану историју незупчаног химена. Вагинална аденоза, перзистентност стубастог епитела у вагини, пријављена је на колпоскопским биопсијама две године након хименектомије код 13-годишње пацијенткиње која није била изложена естрогену ин утеро. Аутори су претпоставили да вагинална аденоза повезана са незупчаним хименом може бити повезана са недиференцираним парамезонефричним ткивом током развоја.